# Turgay Şeren
Turgay Sabit Şeren, més conegut com a Turgay Şeren (Ankara, 15 de maig de 1932 - Istanbul, 7 de juliol de 2016) va ser un futbolista turc, porter de Galatasaray i de la Selecció de futbol de Turquia per molts anys. Des del 17 de juliol de 1951, quan Turquia va guanyar Alemanya per 2-1 a Berlín, gràcies al seu reeixit joc, se l'anomenava el Tigre de Berlín (Berlin Kaplanı en turc).
Turgay Şeren va néixer a Keçiören, Ankara, però va estudiar a Galatasaray Lisesi, a Beyoğlu, Istanbul on es va fer jugador de futbol del Galatasaray SK. També va treballar com a entrenador després de la seva carrera activa com a porter. La TFF, Federació de Futbol turca anomena la temporada 2016-17 del Süper Lig com a "temporada Turgay Şeren".